# Saint-Riquier
Saint-Riquier (niederländisch Sint-Rikiers) ist eine französische Gemeinde im Département Somme in der Region Hauts-de-France.
Sie hat 1.268 Einwohner (Stand 1. Januar 2022) und liegt etwa 40 km nordwestlich von Amiens. Das Gemeindegebiet gehört zum Regionalen Naturpark Baie de Somme Picardie Maritime.

## Geschichte
Saint-Riquier datiert zurück ins 7. Jahrhundert. Centulum war die alte lateinische Bezeichnung der mittelalterlichen Ortschaft. Neben der Bezeichnung Centulum existierte auch die Variante Centula. Heute ist die Ortschaft nach dem Mönch namens Riquier (Richerius oder Richarius in den Quellen) benannt, der bei dem Ort Centulum ein Kloster gründete. Der Bau der Abtei begann bereits im 8. Jahrhundert, der größte Teil entstand jedoch erst im 15. und 16. Jahrhundert im Stil der Hochgotik. Zur Zeit der Karolinger wurde das Kloster von bekannten Persönlichkeiten, wie Angilbert und dem Kaiserenkel Ludwig geleitet.
Die Stadtrechte wurden im Jahr 1126 verliehen.
Die deutsche Partnerstadt Saint-Riquiers ist seit 1982 das baden-württembergische Stutensee bzw. Friedrichstal.

## Sehenswürdigkeiten

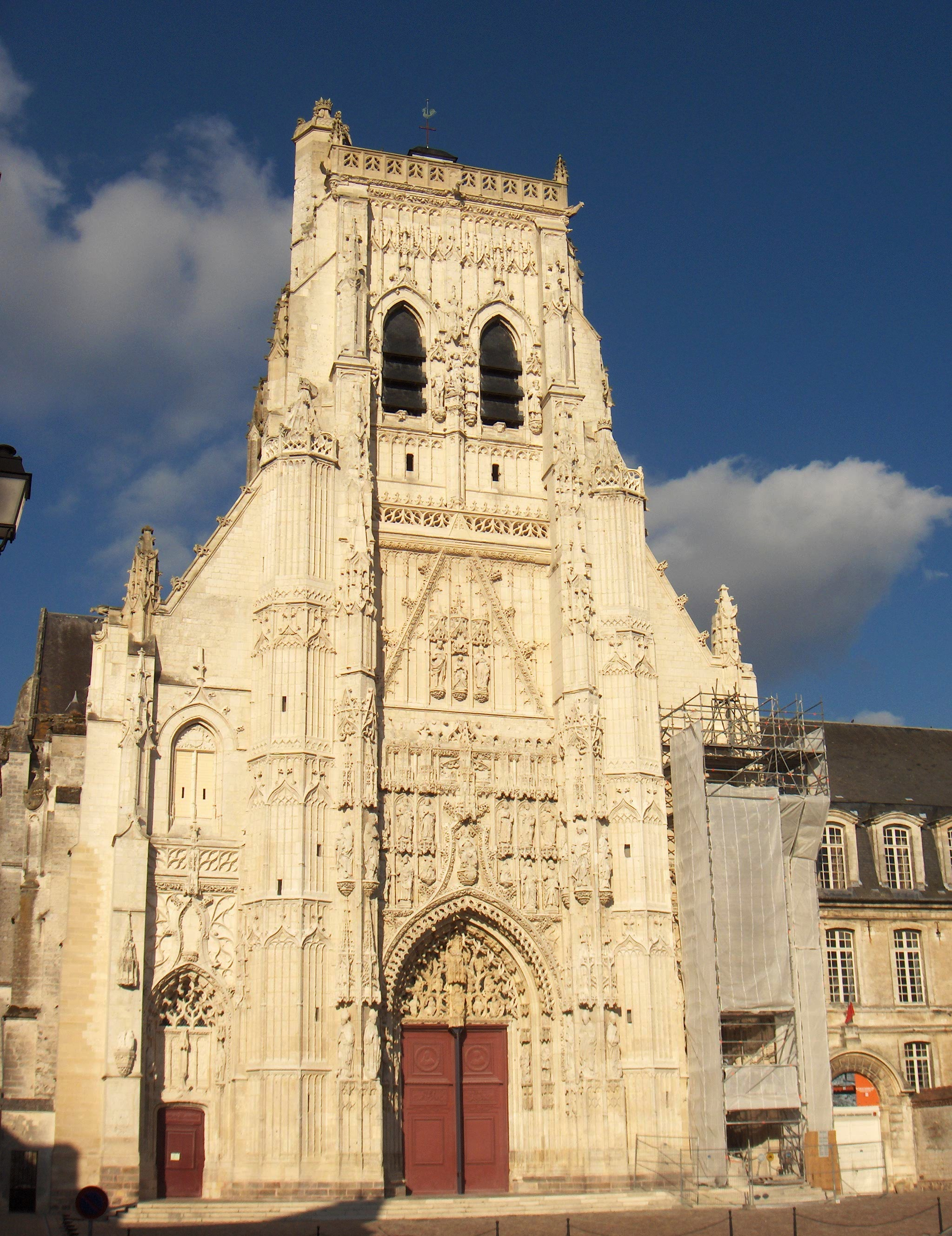
Abteikirche Saint-Riquier

Wahrzeichen der Stadt ist die ehemalige Abtei mit ihrer Kirche aus dem 8. bis 16. Jahrhundert. Der ursprüngliche Bau mit einem Westwerk aus dem Ende des 8. Jahrhunderts entstand vermutlich unter der Leitung von Angilbert. Die Orgel stammt aus dem 18. Jahrhundert. In der Abtei gibt es Skulpturen, Möbel und Malereien zu besichtigen. Hervorzuheben sind die Wandmalereien in der Schatzkammer aus dem 16. Jahrhundert.
Sehenswert sind auch das Hospiz mit Kapelle aus dem 18. Jahrhundert (vollendet 1704) sowie ein quadratischer Wehrturm aus Sandstein, vollendet im 16. Jahrhundert.

## Kultur
Die Abtei von Saint-Riquier ist jeden Sommer Schauplatz der internationalen musikalischen Festspiele, bekannt unter dem Namen Festival Estival (Sommer-Festival) oder Le Festival de Musique.

## Äbte
- Angilbert († 814)
- Ludwig, † 867, Enkel Karls des Großen, Abt 844-867 (Rorgoniden)

Aus der Familie der burgundischen Welfen:
- Hugo Abbas (bis 861)
- Rudolf († vor 864)
- Rudolf († 866)
- Welf († 881)
- Helgaud

- Fulco von Ponthieu, † nach 1059, 1042 Abt (Haus Ponthieu)